# Knolkartelblad
Het knolkartelblad (Pedicularis tuberosa) is een kruidachtige plant uit de bremraapfamilie (Orobanchacea).
De plant komt voor in de Alpen en de Pyreneeën in graslanden op silicaatrijke bodems.

## Naamgeving enetymologie
- Frans: Pédiculaire tubéreuse
- Italiaans: Pedicolare zolfina

De botanische naam Pedicularis is afgeleid van het Latijnse 'pediculus' (luis), naar het bijgeloof dat het eten van de plant door vee zou leiden tot besmetting door luizen. De soortaanduiding tuberosa is afgeleid van het Latijnse 'tuber' (knol), naar de knolvormige wortel.

## Kenmerken
Het knolkartelblad is een overblijvende, kruidachtige halfparasiet met een 10 tot 25 cm lange, opgerichte, met twee rijen haren bezette bloemstengel. De plant heeft een wortelrozet van tot 10 cm lange en 2 cm brede, lijnlancetvormige, veerdelige bladeren, en gelijkvormige stengelbladeren die naar boven toe minder ingesneden zijn.
De wortels zijn spoelvormig en vlezig, en verspreiden zich radiaal om de wortels van andere planten binnen te dringen en daaruit voedsel op te nemen.
De bloemen staan in een ijlbloemige, langerekte bloemtros. Ze zijn lichtgeel gekleurd. De kelk is klokvormig, met vijf ongelijke tanden en behaard. De kroon is tot 2 cm lang, onbehaard, cilindervormig en sikkelvormig gebogen. De bovenlip eindigt in een lange, fijne snavel, de onderlip is drielobbig. De schutbladen zijn behaard en dragen getande bladsegmenten.
Het knolkartelblad bloeit van juni tot augustus.

## Habitaten verspreiding
Het knolkartelblad komt vooral voor op voedselarme, droge, subalpiene en alpiene graslanden op zure en silicaatrijke bodems, tot op een hoogte van 2.750 m.
De plant komt voor in de Alpen, voornamelijk in Frankrijk, Zwitserland, Oostenrijk en Noord-Italië, en zeldzamer in de Pyreneeën.
... · 
P. gyroflexa (Wollig kartelblad) · 
P. kerneri · 
P. lapponica (Laplands kartelblad) · 
P. oederi (Bont kartelblad) · 
P. palustris (Moeraskartelblad) · 
P. rosea (Roze kartelblad) · 
P. rostratospicata (Vleeskleurig kartelblad) · 
P. sceptrum-carolinum (Karels scepter) · 
P. sylvatica (Heidekartelblad) · 
P. tuberosa (Knolkartelblad) · 
P. verticillata (Kranskartelblad) · 
...